# Arthur Danto

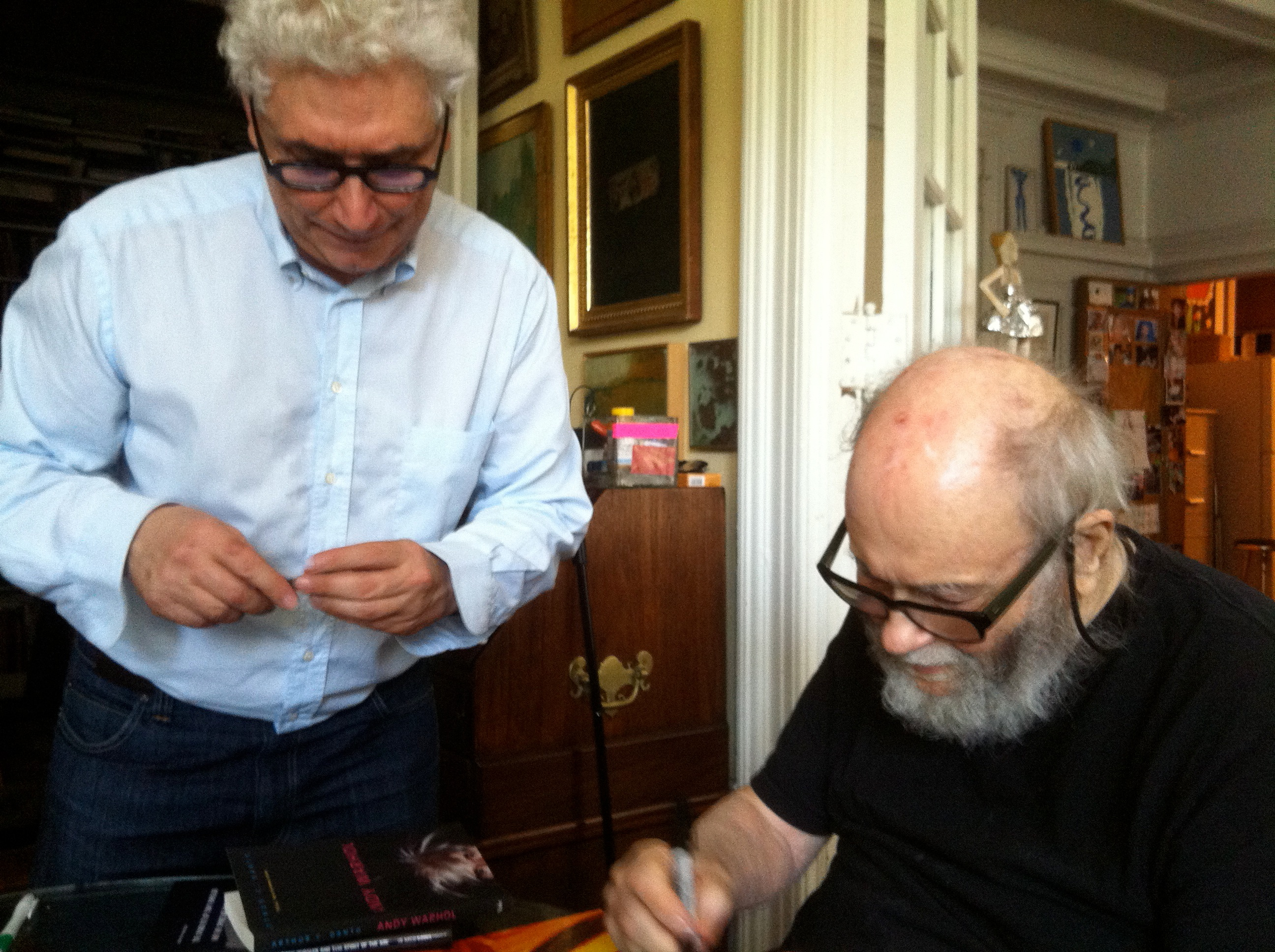
Arthur Danto con Demetrio Paparoni

Arthur Coleman Danto (Ann Arbor, 1º gennaio 1924 – New York, 25 ottobre 2013) è stato un critico d'arte statunitense.

## Carriera
Dopo aver studiato Arte e Storia alla Wayne State University, si laurea alla Columbia University nel 1952. Specializzato in pop-art, espressionismo astratto e arte concettuale, è noto per i suoi articoli su riviste come The Journal of Philosohy e The Nation e per le sue numerose pubblicazioni di Filosofia e critica d'arte.
In seguito alla Laurea Honoris Causa in Filosofia che gli è stata conferita nell'ottobre 2007 dall'Università di Torino, sono stati tradotti in italiano alcuni dei suoi libri più importanti: La trasfigurazione del banale (Laterza, 2008), La destituzione filosofica dell'arte (2008), L'abuso della bellezza (2007), Dopo la fine dell'arte (2008), Andy Warhol (2010), Oltre il Brillo Box (2010).

## Opere
- Nietzsche as Philosopher (1965)
- Analytical Philosophy of Action (1973)
- Analytical Philosophy of History (1964)
- Jean-Paul Sartre (1975)
- The Transfiguration of the Commonplace (1981)
- Narration and Knowledge (1985) - Include il libro precedente Analytical Philosophy of History (1965)
- Mysticism and Morality: Oriental Thought and Moral Philosophy (1987)
- Connections to the World: The Basic Concepts of Philosophy (1997)
- After the End of Art (1997)
- The Abuse of Beauty (2003)
- Red Grooms (2004)
- Andy Warhol (2009)

### Saggi
- The Artworld (1964)
- The End of Art (1984)
- The Philosophical Disenfranchisement of Art (1986)
- The State of the Art (1987)
- Encounters and Reflections: Art in the Historical Present (1990)
- Beyond the Brillo Box: The Visual Arts in Post-Historical Perspective (1992)
- Playing With the Edge: The Photographic Achievement of Robert Mapplethorpe (1995)
- The Wake of Art: Criticism, Philosophy, and the Ends of Taste (1998)
- The Madonna of the Future: Essays in a Pluralistic Art World (2000)
- Philosophizing Art: Selected Essays (2001)
- The Body/Body Problem: Selected Essays (2001)
- Unnatural Wonders: Essays from the Gap Between Art and Life (2007)

## Saggi su Arthur Danto
- Lydia Goehr, Jonathan Gilmore. A Companion to Arthur Danto, Wiley, 2022
- Noël Carroll, Arthur Danto's Philosophy of Art, Brill, 2021
- Raquel Cascales, Arthur Danto and the End of Art, Cambridge Scholars Publishing, 2019.
- Randall E. Auxier, Lewis Edwin Hahn (eds.), The Philosophy of Arthur C. Danto, Open Court Publishing, 2011
- Tiziana Andina, Arthur Danto: un filosofo pop, Carocci, 2010 (engl. tr. Arthur Danto: Philosopher of Pop, Cambridge Scholars Publishing, 2011)
- Luca Marchetti, Oggetti semi-opachi. Sulla filosofia dell'arte di Arthur Danto, AlboVersorio, Milano 2010
- Daniel Alan Herwitz e Michael Kelly, Action, Art, History: Engagements with Arthur C. Danto, Columbia University Press, 2007
- Adolfo Vasquez Rocca: Baudrillard y Arthur C. Danto: Simulacros y políticas del signo después del Fin del Arte. (AdVersuS, Semiótica Magazine) Instituto Ítalo-Argentino di Ricerca Sociale (IIRS)
- Mario Rodríguez Guerras: Danto, ese sabio (análisis y crítica de la teoría de Danto), 2015.